# Edme Mariotte
Edme Mariotte (1620-12 tháng 5 năm 1684)là nhà vật lý, linh mục người Pháp. Ông là người độc lập với Robert Boyle phát hiên ra mối quan hệ giữa thể tích và áp suất trong quá trình đẳng nhiệt. Nhưng ông phát hiện ra điều đó muộn hơn. Nếu Boyle phát hiện được điều đó vào năm 1669 thì Mariotte lại tìm ra điều đó vào năm 1676. Vì vậy, người ta gọi định luật biểu hiện mối quan hệ trên là định luật Boyle hay định luật Boyle-Mariotte.